# Archibald John Macdonald
Pour les articles homonymes, voir Archibald Macdonald et McDonald.
Archibald John Macdonald (9 janvier 1876-11 janvier 1938) est un homme politique canadien de l'Ontario. Il est député fédéral libéral de la circonscription ontarienne de Glengarry de 1925 à 1930.

## Biographie
Né à Lancaster en Ontario, Macdonald étudie sur place. Il travaille comme commis pour le canton de Lancaster. Il tente sans succès d'être élu lors de l'élection provinciale ontarienne de 1919
Macdonald meurt en janvier 1938 à l'âge de 62 ans.